# Monti Lessini Nord
Monti Lessini Nord este o arie protejată (arie de protecție specială avifaunistică — SPA) din Italia întinsă pe o suprafață de 792 ha, integral pe uscat.

## Localizare
Centrul sitului Monti Lessini Nord este situat la coordonatele 45°42′15″N 11°05′17″E / 45.704268°N 11.088187°E.

## Înființare
Situl Monti Lessini Nord a fost declarat arie de protecție specială avifaunistică în noiembrie 1998 pentru a proteja 1 specie de plante și 12 specii de animale.

## Biodiversitate
Situată în ecoregiunea alpină, aria protejată conține 14 habitate naturale: Pajiști uscate seminaturale și facies de acoperire cu tufișuri pe substraturi calcaroase (Festuco-Brometalia) (* situri importante pentru orhidee), Grohotișuri termofile și vest-mediteraneene, Liziere de ierburi înalte hidrofile de câmpie și de nivel montan până la alpin, Păduri pe pante, grohotișuri și ravene de Tilio-Acerion, Pante stâncoase calcaroase cu vegetație casmofită, Pajiști alpine și subalpine calcaroase, Păduri alpine de Larix decidua și/sau Pinus cembra, Tufărișuri cu Pinus mugo și Rhododendron hirsutum (Mugo-Rhododendretum hirsuti), Pajiști alpine și boreale, Grohotișuri calcaroase și de șisturi calcaroase de la nivelul montan până la nivelul alpin (Thlaspietea rotundifolii), Păduri de fag Asperulo-Fagetum, Păduri de fag subalpine medio-europene cu Acer și Rumex arifolius, Păduri ilirice de Fagus sylvatica (Aremonio-Fagion), Râuri de munte și vegetația lor lemnoasă cu Salix elaeagnos.
La baza desemnării sitului se află mai multe specii protejate:
- plante (1): papucul doamnei (Cypripedium calceolus)
- păsări (12): uliu porumbar (Accipiter gentilis), uliu păsărar (Accipiter nisus), minunița (Aegolius funereus), acvilă de munte (Aquila chrysaetos), cocoșul de mesteacăn (Bonasa bonasia), ciocănitoare neagră (Dryocopus martius), șoim călător (Falco peregrinus), sfrâncioc roșiatic (Lanius collurio), Lyrurus tetrix tetrix, gaia neagră (Milvus migrans), viespar (Pernis apivorus),  cocoș de munte (Tetrao urogallus)

Pe lângă speciile protejate, pe teritoriul sitului au mai fost identificate 26 de specii de plante, 3 specii de amfibieni, 13 specii de mamifere, 2 specii de reptile.